# Совет самообороны Амбазонии
Совет самообороны Амбазонии (англ. Ambazonia Self-Defence Council, фр. Conseil d'autodéfense de l'Ambazonie) — зонтичная организация, состоящая из нескольких группировок, борющихся за независимость Федеративной Республики Амбазония. Включает в себя: «Красных драконов», «Тигров Амбазонии», «Севен-карта», «Воинов-призраков Манью», «Армию восстановления Амбазонии», «Силы обороны Южного Камеруна», «Воинов Буи», силы генерала Ноу Пити и многих других. В совокупности эти ополчения, возможно, превосходят по численности Силы обороны Амбазонии и «Силы обороны Южного Камеруна».

## История
Совет самообороны Амбазонии был создан Временным правительством в марте 2018 года. Временное правительство хотело включить в себя все сепаратистские ополчения, включая Силы обороны Амбазонии, которые отказались присоединиться, выбрав сотрудничество вместо интеграции. Неясно, имеет ли Совет самообороны Амбазонии централизованную командную структуру, хотя, учитывая локальный характер его ополчений, это маловероятно.
В марте 2019 года был создан Южно-Камерунский освободительный комитет, который несколько дней спустя объявил о немедленном прекращении блокады в округе Фако, ранее объявленной Временным правительством. Хотя Совет самообороны Амбазонии лоялен Временному правительству, а Временное правительство является частью Южно-Камерунского освободительного комитета, но все-таки отказался прекратить блокаду. В своём отказе подчиниться приказу Совет самообороны Амбазонии сослался на отсутствие консультаций со стороны Южно-Камерунского освободительного комитета.
К 2021 году Совет самообороны Амбазонии стал более известен как «Силы восстановления Амбазонии».
В январе 2022 года «Силы восстановления Амбазонии» начали распадаться, поскольку между её членами вспыхнули конфликты. Несколько командиров зонтичной группы, включая генерала Ноу Пити и генерала Мэд Дога, сформировали «Воинов единства Буи» в противовес «Воинам Буи» «фельдмаршала» Инсобу, ещё одной группе внутри «Сил восстановления Амбазонии». Внутренняя борьба ещё больше обострилась в феврале 2022 года, когда Временное правительство раскололось, а его лидер Самуэль Икоме Сако был отстранён от должности. Генерал Мэд Дог начал атаковать силы главнокомандующего «Сил восстановления Амбазонии» Ликиэйка Оливера , и войска генерала Ноу Пити убили Инсобу в апреле 2022 года. Ликиэйк Оливер был убит в июле либо правительственными войсками, либо соперничающими повстанцами.
В августе 2022 года более 50 командиров «Сил восстановления Амбазонии встретились, чтобы договориться о более организованном объединении, а также дистанцироваться от руководства восстания в изгнании. На встрече генерал Биттер Коллар и командир Арморед Кар были избраны секретарями по связям с общественностью объединённых ополчений.